# Kharálambos Petrídis
Kharálambos Petrídis, né le 19 octobre 1974 à Nicosie est un homme politique chypriote.
Il est maire d'Aglantsiá du 1er janvier 2017 au 28 juin 2020 puis ministre de la Défense dans le gouvernement Anastasiádis II du 29 juin 2020 au 28 février 2023.